# Il'ja Stefanovič
Il'ja Aleksandrovič Stefanovič (in russo Илья Александрович Стефанович?; in ucraino Ілля Олександрович Стефанович?, Illja Oleksandrovič Stefanovyč; Dnipropetrovs'k, 23 giugno 1996) è un calciatore ucraino naturalizzato russo, attaccante del Baltika.

## Carriera
Cresciuto nei settori giovanili di DYuSSh-2 ZATO Novouralsk e Lokomotiv Mosca, nel gennaio 2015 viene ingaggiato dallo Znamja Truda, in terza divisione. Nello stesso anno viene ceduto al Kuban', in massima divisione, ma riesce a giocare solo una partita nella coppa nazionale. In seguito gioca per squadre tra la seconda e la terza divisione. Nel febbraio 2023 viene acquistato dalla Torpedo Mosca; debutta Prem'er-Liga il 5 marzo, nell'incontro pareggiato per 2-2 contro il Krasnodar, in cui realizza la rete del temporaneo 0-1.

## Statistiche

### Presenze e reti nei club
Statistiche aggiornate al 3 aprile 2023.
| Stagione                  | Squadra                   | Campionato                | Campionato | Campionato | Coppe nazionali | Coppe nazionali | Coppe nazionali | Coppe continentali | Coppe continentali | Coppe continentali | Altre coppe | Altre coppe | Altre coppe | Totale | Totale |
| Stagione                  | Squadra                   | Comp                      | Pres       | Reti       | Comp            | Pres            | Reti            | Comp               | Pres               | Reti               | Comp        | Pres        | Reti        | Pres   | Reti   |
| ------------------------- | ------------------------- | ------------------------- | ---------- | ---------- | --------------- | --------------- | --------------- | ------------------ | ------------------ | ------------------ | ----------- | ----------- | ----------- | ------ | ------ |
| gen.-giu. 2015            | Znamja Truda              | 2D                        | 4          | 0          | CR              | -               | -               |                    | -                  | -                  |             | -           | -           | 4      | 0      |
| 2015-2016                 | Kuban'                    | PL                        | 0          | 0          | CR              | 1               | 0               |                    | -                  | -                  |             | -           | -           | 1      | 0      |
| 2016-2017                 | Afips Afipskij            | 2D                        | 22         | 3          | CR              | 0               | 0               |                    | -                  | -                  |             | -           | -           | 22     | 3      |
| 2017-2018                 | Afips Afipskij            | 2D                        | 23         | 4          | CR              | 0               | 0               |                    | -                  | -                  |             | -           | -           | 23     | 4      |
| Totale Afips Afipskij     | Totale Afips Afipskij     | Totale Afips Afipskij     | 45         | 7          |                 | 0               | 0               |                    | -                  | -                  |             | -           | -           | 45     | 7      |
| 2018-2019                 | Černomorec Novorossijsk   | 2D                        | 25         | 10         | CR              | 4               | 0               |                    | -                  | -                  |             | -           | -           | 29     | 10     |
| 2019-gen. 2020            | KAMAZ                     | 2D                        | 17         | 0          | CR              | 4               | 3               |                    | -                  | -                  |             | -           | -           | 21     | 3      |
| gen.-giu. 2020            | Veles Mosca               | 2D                        | 0          | 0          | CR              | -               | -               |                    | -                  | -                  |             | -           | -           | 0      | 0      |
| 2020-gen. 2021            | Veles Mosca               | 1D                        | 25         | 5          | CR              | 3               | 3               |                    | -                  | -                  |             | -           | -           | 28     | 8      |
| Totale Veles Mosca        | Totale Veles Mosca        | Totale Veles Mosca        | 25         | 5          |                 | 3               | 3               |                    | -                  | -                  |             | -           | -           | 28     | 8      |
| gen.-giu. 2021            | Irtyš Omsk                | 1D                        | 15         | 1          | CR              | -               | -               |                    | -                  | -                  |             | -           | -           | 15     | 1      |
| 2021-2022                 | Volgar' Astrachan'        | 1D                        | 32         | 6          | CR              | 0               | 0               |                    | -                  | -                  |             | -           | -           | 32     | 6      |
| 2022-feb. 2023            | Volgar' Astrachan'        | 1D                        | 18         | 7          | CR              | 2               | 1               |                    | -                  | -                  |             | -           | -           | 20     | 8      |
| Totale Volgar' Astrachan' | Totale Volgar' Astrachan' | Totale Volgar' Astrachan' | 50         | 13         |                 | 2               | 1               |                    | -                  | -                  |             | -           | -           | 52     | 14     |
| feb.-giu. 2023            | Torpedo Mosca             | PL                        | 4          | 1          | CR              | 1               | 0               |                    | -                  | -                  |             | -           | -           | 5      | 1      |
| Totale carriera           | Totale carriera           | Totale carriera           | 184        | 37         |                 | 15              | 7               |                    | -                  | -                  |             | -           | -           | 199    | 44     |

## Palmarès

### Club

#### Competizioni nazionali
- Pervaja Liga: 1

Baltika: 2024-2025